# Žalov
Žalov, kdysi samostatná obec, tvoří dnes západní část města Roztoky v okrese Praha-západ, oficiálně se ale město nečlení na části obce. Název Žalov nese jedno ze dvou katastrálních území města Roztoky, které je tvořeno stejnojmennou základní sídelní jednotkou (jednou z 8 základních sídelních jednotek města Roztoky). Na území Žalova se nachází historické hradiště Levý Hradec.

## Historie
Historie Žalova je úzce spjata s historií Levého Hradce a Roztok. Roku 1867 se Žalov od Roztok oddělil, roku 1960 se k nim opět připojil.

### Rok 1932
V roce 1932 žilo v obci 1767 obyvatel a byly zde evidovány tyto živnosti a obchody: výroba cementového zboží, cihelna, továrna na kůže, drogerie, obchod s dřívím, obchod s uhlím, družstvo pro rozvod elektrické energie v Žalově, 7 hostinců, 10 obchodů se smíšeným zbožím, konsum Včela, 2 krejčí, pekař, pokrývač, porodní asistentka, radiopotřeby, 10 rolníků, 3 řezníci, galanterie, 2 holiči, švadlena, 3 trafiky, truhlář, zahradnictví, 2 zámečníci, 2 zedničtí mistři a 2 kapelníci.

## Doprava
Žalov obsluhují dvě denní a jedna noční autobusová linka Pražské integrované dopravy, které jej spojují s Roztoky a přes Sedlec s Dejvicemi. Linka 340 (Dopravní podnik hl. m. Prahy) končí na otočce Levý Hradec. Linka 350 (ČSAD MHD Kladno) pokračuje přes Žalov směrem na Velké Přílepy, část spojů jede až do Noutonic, Okoře nebo Kladna.  Na noční lince 954 (ČSAD MHD Kladno) jeden pár spojů spojuje Prahu s Žalovem, v sobotu a v neděli spoj z Prahy pokračuje přes Velké Přílepy do Kralup nad Vltavou. Před zaintegrováním zde jezdily linky dopravců JUDr. Jan Hofmann, Hubáček a ČSAD KNV Praha.
V Žalově se v údolí Vltavy nacházejí železniční zastávky Roztoky-Žalov a Úholičky na železniční trati Praha – Kralupy nad Vltavou.

## Pamětihodnosti
- pravěké hradiště Řivnáč
- raně středověké hradiště Levý Hradec[3]